# Hebbecke (Schmallenberg)

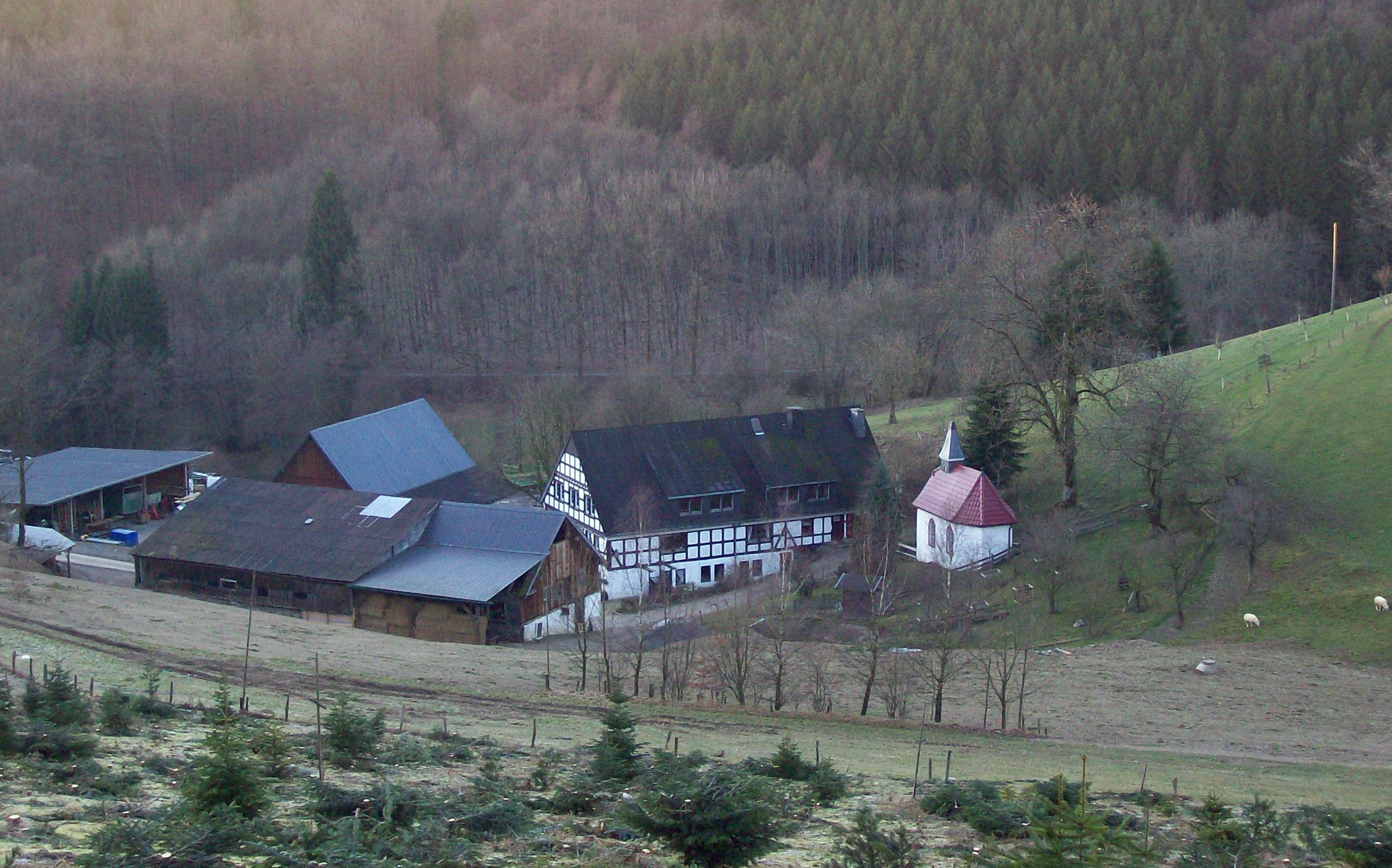
Hebbecke

Hebbecke ist ein Ortsteil der Stadt Schmallenberg in Nordrhein-Westfalen.

## Geografie
Der Hof liegt rund vier Kilometer nordwestlich von Saalhausen. Angrenzende Orte sind Rotbusch und Gleierbrück.

## Geschichte

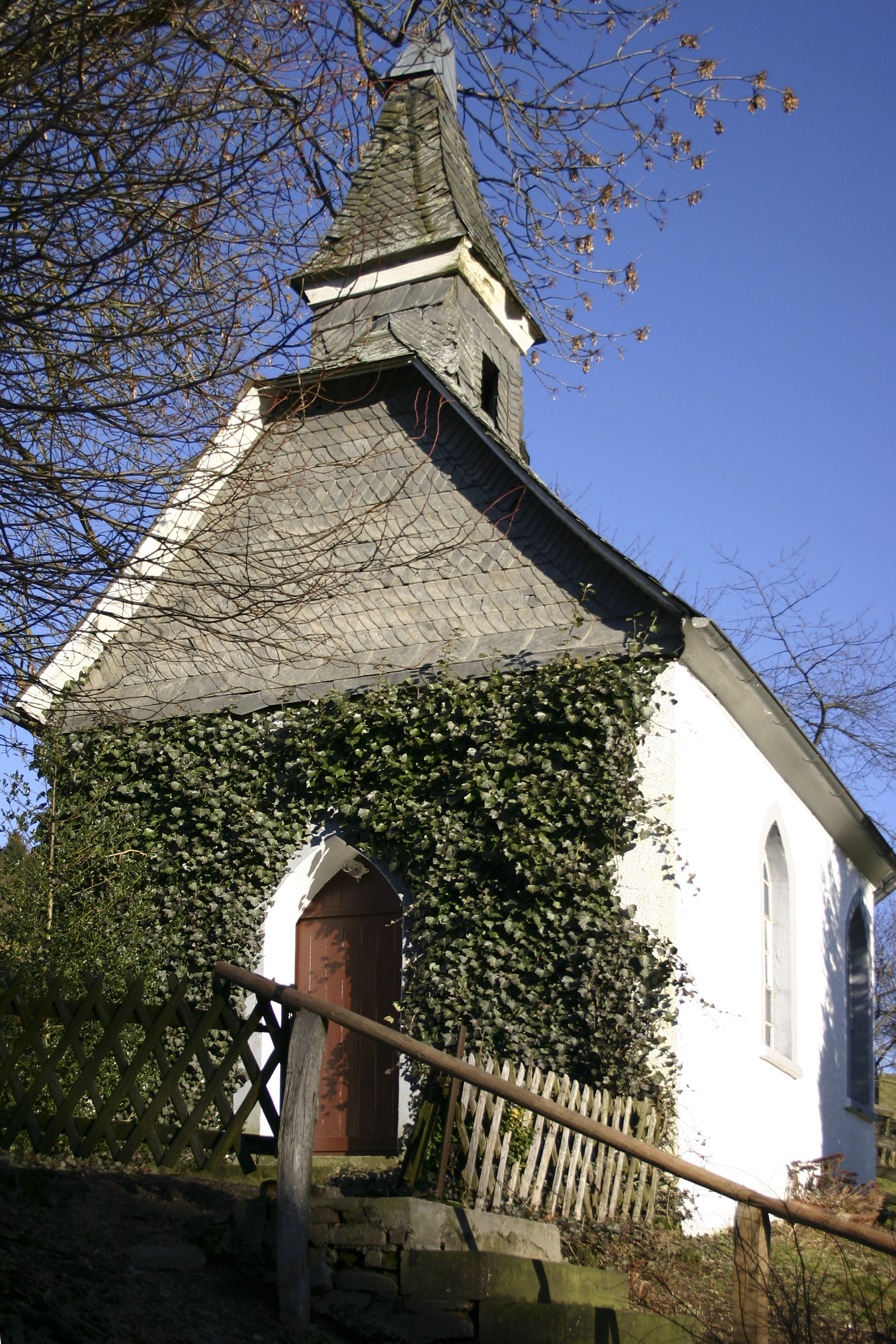
Kapelle Hebbecke, 2005

Die Brüder Diderich und Johan van Bonslade genannt Drammen verkaufen am 6. Februar 1463 eine Jahresrente aus ihrem Gut zu Bracht genannt das Gut „to Hebbicke“ an Hannes Henneken von Bracht. 1563 entrichtete Veltin in der Hebbeke nach dem Schatzungsregister 1 Goldgulden und 1 Ort. Der heutige Hof Hebbecker zu Hebbecke wurde von Hermann Hebbecker und Therese Teipel am 20. Juni 1791 erbaut. Eine Hausinschrift an dem Gebäude mit der Jahreszahl 1791 erinnert an das Erbauungsjahr.
Bis zur kommunalen Neugliederung in Nordrhein-Westfalen gehörte Hebbecke zur Gemeinde Wormbach. Seit dem 1. Januar 1975 gehört Hebbecke zur Stadt Schmallenberg.

## Religion
Die heutige Kapelle in Hebbecke wurde im Jahr 1911 von dem Mauermeister Johann Peetz aus Felbecke erbaut. Sie wurde der heiligen Barbara geweiht und ersetzte die alte Kapelle aus dem Jahr 1653. Die Kapelle wurde mittlerweile renoviert.